# Tithrónio
Tithrónio (Tithronio) är en ort i Grekland.   Den ligger i prefekturen Fthiotis och regionen Grekiska fastlandet, i den centrala delen av landet, 130 km nordväst om huvudstaden Aten. Tithrónio ligger 681 meter över havet och antalet invånare är 101.
Terrängen runt Tithrónio är varierad. Runt Tithrónio är det ganska glesbefolkat, med 24 invånare per kvadratkilometer. Närmaste större samhälle är Amfíkleia, 8,2 km söder om Tithrónio. == Kommentarer ==
1. ↑  Framräknat ur variansen i alla höjduppgifter (DEM 3") från Viewfinder Panoramas, inom 10 km radie.[2] Mer om algoritmen finns här: Användare:Lsjbot/Algoritmer.